# Сайерс, Медж
Флоренс Мадлен Сайерс (англ. Florence Madeleine Syers, в девичестве Кейв; 16 сентября 1881 — 9 сентября 1917), более известная как Медж Сайерс (англ. Madge Syers) — английская фигуристка. Была первой женщиной, выступавшей на чемпионате мира по фигурному катанию, и первой женщиной — чемпионкой мира, а также олимпийской чемпионкой. Олимпийскую медаль Медж выиграла в 1908 году на IV Олимпиаде в Лондоне в возрасте 27 лет, и до сих пор она самая взрослая спортсменка — олимпийская чемпионка по фигурному катанию среди женщин. На той же Олимпиаде Медж выиграла бронзовую медаль в парном катании со своим мужем и тренером Эдгаром Сайерсом.
В 1908 году на Олимпийских играх Медж Сайерс также стала первой в истории спортсменкой, завоевавшей олимпийские медали в двух разных самостоятельных дисциплинах фигурного катания (данное достижение повторили Беатрикс Логран на Олимпийских играх 1932 и Эрнст Байер на Олимпийских играх 1936). Является первой в истории спортсменкой, сделавшей это на одной Олимпиаде.

## Биография
На коньки Медж Кейв поставил тренер Эдгар Сайерс. В 1899 году они поженились. В 1902 году Медж Сайерс решила попробовать свои силы на чемпионате мира: обнаружилось, что регламент ИСУ не определяет пол участников — ведь тогда едва ли кто-либо мог представить, что женщина дерзнёт участвовать в спортивном состязании. Сайерс вышла на лёд в юбке по лодыжку и стала второй, обойдя Мартина Гордана (Германия), которому досталась бронза, и Горацио Торроме, аргентинца по происхождению, постоянно проживающего в Англии. Победитель того турнира, знаменитый швед Ульрих Сальхов, был так поражён катанием Медж, что подарил ей свою золотую медаль.
После её победы организаторы чемпионата мира закрыли лазейку в правилах, запретив женщинам участвовать в соревнованиях с мужчинами. Формальной причиной было указано, что длинные юбки мешают судьям видеть ноги фигуристок и определять качество катания. Тогда Сайерс стала кататься в юбках по середину голени, чем сформировала новую модную тенденцию.
В 1903 году прошёл первый чемпионат Великобритании. Это соревнование было открыто как для мужчин, так и для женщин. И Медж, и Эдгар участвовали в новом турнире. Она заняла первое место. Ещё раз чемпионкой Великобритании Медж Сайерс стала в 1904 году.
В 1906 году ИСУ учредил на чемпионате мира женский одиночный разряд. Сайерс стала первой чемпионкой мира по фигурному катанию среди женщин и повторила победу в 1907 году. Парное фигурное катание было введено в программу мировых чемпионатов в 1908 году.
В том же 1908 году фигурное катание впервые вошло в программу Олимпийских игр, и Медж Сайерс стала на IV Олимпиаде в Лондоне, более известной как летние ОИ 1908, первой одиночницей — олимпийской чемпионкой. Она также выступала на этих Играх в парном катании вместе с мужем Эдгаром Сайерсом, и они завоевали бронзу.
Вскоре после Олимпиады 1908 года Сайерс оставила фигурное катание из-за проблем со здоровьем. Она умерла от гриппа в 1917, в возрасте 35 лет.

## Спортивные достижения

### Женское одиночное катание
| Соревнования/Сезоны | 1906 | 1907 | 1908 |
| Олимпиады           |      |      | 1    |
| Чемпионаты мира     | 1    | 1    |      |

### Парное катание
(с Эдгаром Сайерсом)
| Соревнование/Сезон | 1908 |
| Олимпиады          | 3    |